# Pierre Le Damany
Pierre Germain Marie Le Damany, né le 27 mai 1870 à Lannion (Côtes-du-Nord) et mort le 20 avril 1963 à Rennes, est un médecin français.

## Biographie
Entré en 1887 à l'École de médecine de Rennes, il est reçu premier au concours de l'Internat de Rennes en 1889 et est nommé prosecteur à l'École. En 1893, il réussit le concours de l'Internat des hôpitaux de Paris et devient interne. Il soutient une thèse sur les pleurésies sérofibrineuses en 1897 et revient à Rennes. En 1898, il est nommé chef de travaux d'anatomie et de physiologie, puis professeur suppléant des chaires de pathologie et de clinique médicale en 1900. En 1902, il devient professeur d'hygiène et de médecine légale. En 1912, il est nommé professeur de clinique médicale et médecin-chef à l'Hôtel-Dieu de Rennes. 

### Travaux sur la luxation congénitale de la hanche
Le Damany est surtout connu pour ses travaux sur la luxation congénitale de la hanche, affection qui touche fréquemment les nouveau-nés en Bretagne. Il est notamment le premier à décrire et étudier le « signe du ressaut », utile pour dépister l'instabilité néonatale de la hanche. En 1912, il fait paraître un volumineux recueil de ses articles sur le sujet : Luxation congénitale de la hanche. En 1950, L'Enfant - Aperçus d'anthropogénie - La luxation congénitale - Comment l'éviter constitue la somme des connaissances sur le sujet.

## Hommages
Le Centre hospitalier de Lannion porte le nom de Pierre Le Damany.